# Khasavyurtovsky (huyện)
Huyện Khasavyurtovsky (tiếng Nga: ? райо́н) là một huyện hành chính tự quản (raion), của Dagestan, Nga. Huyện có diện tích 1450 kilômét vuông, dân số thời điểm ngày 1 tháng 1 năm 2000 là 116100 người. Trung tâm của huyện đóng ở Khasavyurt.